# Borșcivka Druha, Zdolbuniv
Borșcivka Druha (în ucraineană Борщівка Друга) este un sat în comuna Bușcea din raionul Zdolbuniv, regiunea Rivne, Ucraina.

## Demografie
Componența lingvistică a localității Borșcivka Druha
     Ucraineană (98,82%)
     Rusă (1,18%)
Conform recensământului din 2001, majoritatea populației localității Borșcivka Druha era vorbitoare de ucraineană (98,82%), existând în minoritate și vorbitori de rusă (1,18%).